# Cadillac Evoq
 (janvier 2020).
Si vous disposez d'ouvrages ou d'articles de référence ou si vous connaissez des sites web de qualité traitant du thème abordé ici, merci de compléter l'article en donnant les références utiles à sa vérifiabilité et en les liant à la section « Notes et références ».
La Cadillac Evoq (prononcé "evoke") était un concept-car conçu par Cadillac et dévoilé au Salon de l'automobile de Detroit 1999.

## Description
Le véhicule était un projet commencé sous le directeur général de Cadillac de l'époque, John Smith. Il a été construit par Metalcrafters of California en 1998. 
Son moteur a été le premier Northstar conçu pour une utilisation à traction arrière.
De nombreuses caractéristiques de conception de l'Evoq ont été intégrées a la Cadillac XLR, et aussi reprises dans le cncept-car Imaj. Conçu comme une «déclaration de caractère de marque», il a prédit des Cadillac à venir par la suite, comme les CTS, SRX, XLR et ainsi de suite.